# Kostel Všech svatých (Nové Město nad Metují)
Hřbitovní Kostel Všech svatých v Novém Městě nad Metují je římskokatolický filiální kostel. Od 3. května 1958 je chráněn jako kulturní památka České republiky.

## Historie kostela
V roce 1555, kdy už hřbitov u tehdejšího kostela sv. Máří Magdalény (na místě současného kostela Narození Panny Marie) kapacitou nepostačoval, byl vybudován nový hřbitov. Z iniciativy utrakvistů byl na hřbitově v letech 1560-1562 vybudován stavitelem Andreou Vlachem goticko-renesanční kostel. Kostel byl vybudován na náklady obce a z menší části i dobrodinců. Byl původně nazýván kostelem Proměnění Páně, ale poté, co jej v 17. století převzala katolická církev, je uváděn pod patrociniem Všech svatých. Roku 1570 byla vystavěna kostnice s věží, opatřenou dvěma zvony a kryptou. Oprava byla provedena v roce 1821 a do současné podoby byl kostel i s kostnicí přestavěn v letech 1867-1870. Ve dvacátých letech 20. století byl kostel zapůjčen vlastníkem - obcí - nově vzniklé Církvi československé. V roce 1933, kdy Církev československé dokončila výstavbu svého Husova sboru podle projektu Jindřicha Freiwalda, byl uvolněný kostel Všech svatých dán k dispozici římskokatolické církvi, ale zůstal ve vlastnictví obce. Po roce 2000 byl kostel prodán obcí novoměstské farnosti církve římskokatolické za symbolickou jednu korunu. Na hřbitově jsou pohřbeni rodiče Bedřicha Smetany.

## Architektura
Prostá jednolodní stavba s úzkými malými okny a trojosým průčelím.

## Interiér
Na jednoduchém oltáři je obraz Všech svatých z 19. století. Do stěn byly na počátku 20. století vsazeny kamenné náhrobní desky z přilehlého hřbitova. Malý kůr je osazen menšími varhanami z druhé poloviny 19. století od Josefa Černého a Josefa Rejny z Prahy z roku 1887.

## Bohoslužby
Bohoslužby se konají pouze o svátku Všech svatých, Dušičkách a při pohřbech.